# Robin Henkens
Robin Henkens, né le 12 septembre 1988 à Hasselt en Belgique, est un footballeur belge qui joue au poste de milieu relayeur.

## Biographie
Formé au club, Robin Henkens signe son premier contrat professionnel avec le KRC Genk en décembre 2008 alors qu'il est question de lui au Saint-Trond VV. Le transfert capote et, en février 2009, il est prêté au KVSK United jusqu'à la fin de la saison. Il décroche sa première titularisation dès sa troisième rencontre, le 7 mars 2009, face à la KAS Eupen.
En août 2009, Henkens s'engage définitivement avec le KVSK United et lors de la saison 2009-2010, il dispute 38 matchs en deuxième division belge, dont six lors du tour final, et deux rencontres de coupe de Belgique. À partir de la saison 2010-2011, le club change de dénomination et devient Lommel United. Henkens reste un élément confirmé au sein de l'équipe et enchaîne 42 rencontres, toutes compétitions confondues, pour neuf buts inscrits.
Arrivé au terme de son contrat, il signe au KV Malines pour les deux saisons suivantes. Il dispute ses premières minutes avec ses nouvelles couleurs le 5 août 2011 face au RSC Anderlecht lorsqu'il entre en jeu pour Abdul-Yakuni Iddi en fin de rencontre. Il compte dix apparitions lors sa première saison avant de s'installer progressivement dans le noyau et de totaliser 28 rencontres lors de la saison 2012-2013.
En avril 2013, libre à l'issue de la saison, Henkens décide de rejoindre Waasland-Beveren pour deux saisons et une en option. À l'été 2015, il totalise 60 apparitions et cinq buts mais le club ne lève pas l'option pour une saison supplémentaire.
Agent libre, Henkens s'engage en décembre 2015 avec Westerlo, alors lanterne rouge de l'élite mais ne le club ne fait que retarder l'échéance et ne peut empêcher la relégation la saison suivante.
Fin décembre 2017, alors qu'il est toujours sans club depuis l'été, il retourne à Lommel avec pour objectif d'aider le club de ses débuts à regagner le niveau professionnel grâce à son expérience engrangée au sein de la Jupiler Pro League. C'est chose faite dès la première saison, Lommel rejoint l'antichambre de l'élite par le biais des play-offs "Amateur" et s'y stabilise les saisons suivantes. Henkens prolonge à plusieurs reprises son contrat,, avant de raccrocher les crampons à l'issue de la saison 2023-2024.
Fraîchement retraité, dès la fin juin 2024, il devient entraîneur adjoint dans le club néerlandais du Roda JC.

## Statistiques

### En club
| Saison                | Club                  | Championnat           | Championnat | Championnat | Championnat | Coupe(s) nationale(s) | Coupe(s) nationale(s) | Coupe(s) nationale(s) | Autres compétitions | Autres compétitions | Autres compétitions | Autres compétitions | Total | Total | Total |
| Saison                | Club                  | Division              | M.          | B.          | P.d.        | M.                    | B.                    | P.d.                  | Comp.               | M.                  | B.                  | P.d.                | M.    | B.    | P.d.  |
| 2008-2009             | KVSK United (prêt)    | Division 2            | 13          | 1           | 1           | -                     | -                     | -                     | -                   | -                   | -                   | -                   | 13    | 1     | 1     |
| 2009-2010             | KVSK United           | Division 2            | 32          | 2           | 7           | 2                     | 0                     | 0                     | TF                  | 6                   | 0                   | 2                   | 40    | 2     | 9     |
| 2010-2011             | Lommel United         | Division 2            | 34          | 8           | 5           | 3                     | 0                     | 0                     | TF                  | 5                   | 1                   | 0                   | 42    | 9     | 5     |
| Sous-total            | Sous-total            | Sous-total            | 79          | 11          | 13          | 5                     | 0                     | 0                     | -                   | 11                  | 1                   | 2                   | 95    | 12    | 15    |
| 2011-2012             | KV Malines            | Division 1            | 6           | 0           | 2           | 1                     | 0                     | 0                     | PO2                 | 3                   | 0                   | 0                   | 10    | 0     | 2     |
| 2012-2013             | KV Malines            | Division 1            | 25          | 4           | 5           | 2                     | 0                     | 2                     | PO2                 | 1                   | 0                   | 0                   | 28    | 4     | 7     |
| Sous-total            | Sous-total            | Sous-total            | 31          | 4           | 7           | 3                     | 0                     | 2                     | -                   | 4                   | 0                   | 0                   | 38    | 4     | 9     |
| 2013-2014             | Waasland-Beveren      | Division 1            | 29          | 4           | 5           | 2                     | 1                     | 1                     | PO2                 | 4                   | 0                   | 0                   | 35    | 5     | 6     |
| 2014-2015             | Waasland-Beveren      | Division 1            | 22          | 0           | 3           | 1                     | 0                     | 0                     | PO2                 | 2                   | 0                   | 0                   | 25    | 0     | 3     |
| Sous-total            | Sous-total            | Sous-total            | 51          | 4           | 8           | 3                     | 1                     | 1                     | -                   | 6                   | 0                   | 0                   | 60    | 5     | 9     |
| 2015-2016             | KVC Westerlo          | Division 1            | 11          | 1           | 2           | 1                     | 0                     | 0                     | -                   | -                   | -                   | -                   | 12    | 1     | 2     |
| 2016-2017             | KVC Westerlo          | Division 1A           | 22          | 0           | 3           | 1                     | 0                     | 0                     | -                   | -                   | -                   | -                   | 23    | 0     | 3     |
| Sous-total            | Sous-total            | Sous-total            | 33          | 1           | 5           | 2                     | 0                     | 0                     | -                   | -                   | -                   | -                   | 35    | 1     | 5     |
| 2017-2018             | Lommel SK             | Division 1 Amateur    | 8           | 1           | 0           | -                     | -                     | -                     | PO                  | 4                   | 0                   | 0                   | 12    | 1     | 0     |
| 2018-2019             | Lommel SK             | Division 1B           | 27          | 1           | 8           | 2                     | 0                     | 1                     | PO3                 | 5                   | 0                   | 0                   | 34    | 1     | 9     |
| 2019-2020             | Lommel SK             | Division 1B           | 24          | 1           | 1           | 2                     | 0                     | 0                     | -                   | -                   | -                   | -                   | 26    | 1     | 1     |
| 2020-2021             | Lommel SK             | Division 1B           | 20          | 1           | 5           | 2                     | 0                     | 0                     | -                   | -                   | -                   | -                   | 22    | 1     | 5     |
| 2021-2022             | Lommel SK             | Division 1B           | 27          | 3           | 4           | 2                     | 0                     | 0                     | -                   | -                   | -                   | -                   | 29    | 3     | 4     |
| 2022-2023             | Lommel SK             | Division 1B           | 18          | 0           | 3           | 1                     | 0                     | 0                     | PO3                 | 7                   | 0                   | 1                   | 26    | 0     | 4     |
| 2023-2024             | Lommel SK             | Division 1B           | 3           | 0           | 0           | 1                     | 0                     | 0                     | PO+PO3              | 0+0                 | 0+0                 | 0+0                 | 4     | 0     | 0     |
| Sous-total            | Sous-total            | Sous-total            | 127         | 7           | 21          | 10                    | 0                     | 1                     | -                   | 16                  | 0                   | 1                   | 153   | 7     | 23    |
| Total sur la carrière | Total sur la carrière | Total sur la carrière | 321         | 27          | 54          | 23                    | 1                     | 4                     | -                   | 37                  | 1                   | 3                   | 381   | 29    | 61    |

## Palmarès

### En club
|  |  | Lommel SK - Championnat de Belgique de deuxième division : - Vice-champion : 2010 et 2011 - Championnat de Belgique de troisième division : - Vice-champion : 2018 |